# Empoli Football Club 1979-1980
Questa voce raccoglie le informazioni riguardanti l'Empoli Football Club nelle competizioni ufficiali della stagione 1979-1980.

## Rosa
| N. |                   | Ruolo | Calciatore        |
| -- | ----------------- | ----- | ----------------- |
|    | Italia (bandiera) | P     | Roberto Negrisolo |
|    | Italia (bandiera) | P     | Mario Paradisi    |
|    | Italia (bandiera) | D     | Walter Malerba    |
|    | Italia (bandiera) | D     | Giovanni Mariani  |
|    | Italia (bandiera) | D     | Adriano Martelli  |
|    | Italia (bandiera) | D     | Pierluigi Panizza |
|    | Italia (bandiera) | D     | Attilio Papis     |
|    | Italia (bandiera) | D     | Andrea Salvadori  |
|    | Italia (bandiera) | C     | Maurizio Giornali |
|    | Italia (bandiera) | C     | Marco Meloni      |
|    | Italia (bandiera) | C     | Carlo Perrone     |

| N. |                   | Ruolo | Calciatore         |
| -- | ----------------- | ----- | ------------------ |
|    | Italia (bandiera) | C     | Mario Tintorini    |
|    | Italia (bandiera) | C     | Luciano Vescovi    |
|    | Italia (bandiera) | C     | Osvaldo Zobbio     |
|    | Italia (bandiera) | A     | Vincenzo Amendola  |
|    | Italia (bandiera) | A     | Sergio Biliotti    |
|    | Italia (bandiera) | A     | Antonio Bonaldi    |
|    | Italia (bandiera) | A     | Marco Ciulli       |
|    | Italia (bandiera) | A     | Fabrizio Lucchi    |
|    | Italia (bandiera) | A     | Giuseppe Novellino |
|    | Italia (bandiera) |       | Marco Venturini    |

## Risultati

### Serie C1 girone B

#### Girone di andata
| Arbitro: | Angelelli (Terni) |

|              |           |  |
| De Brasi 59’ | Marcatori |  |

| Arbitro: | Tubertini (Bologna) |

|  |           |                          |
|  | Marcatori | 22’ Messina 49’ De Fraia |

| Arbitro: | Pairetto (Torino) |

|          |           |            |
| Izzo 10’ | Marcatori | 28’ Meloni |

| Empoli 21 ottobre 1979 4ª giornata | Empoli       | 0 – 0 | Catania | Stadio Carlo Castellani\| Arbitro: \| Sala (Lecco) \| |
| Arbitro:                           | Sala (Lecco) |       |         |                                                       |

| Arbitro: | Leni (Perugia) |

|              |           |             |
| Del Nero 35’ | Marcatori | 75’ Perrone |

| Arbitro: | Polacco (Conegliano) |

|                           |           |  |
| Perrone 47’ Novellino 73’ | Marcatori |  |

| Arbitro: | Giaffreda (Roma) |

|                           |           |  |
| Favero 23’ D'Agostino 60’ | Marcatori |  |

| Empoli 18 novembre 1979 8ª giornata | Empoli            | 0 – 0 | Livorno | Stadio Carlo Castellani\| Arbitro: \| Cherri (Macerata) \| |
| Arbitro:                            | Cherri (Macerata) |       |         |                                                            |

| Arbitro: | Altobelli (Roma) |

|  |           |            |
|  | Marcatori | 47’ Meloni |

| Arbitro: | Sarti (Modena) |

|              |           |  |
| Amendola 54’ | Marcatori |  |

| Arbitro: | Valente (Monfalcone) |

|            |           |  |
| Meloni 43’ | Marcatori |  |

| Arbitro: | Baldi (Roma) |

|  |           |              |
|  | Marcatori | 14’ Amendola |

| Empoli 23 dicembre 1979 13ª giornata | Empoli            | 0 – 0 | Foggia | Stadio Carlo Castellani\| Arbitro: \| Angelelli (Terni) \| |
| Arbitro:                             | Angelelli (Terni) |       |        |                                                            |

| Nocera Inferiore 6 gennaio 1980 14ª giornata | Nocerina             | 0 – 0 | Empoli | Stadio San Francesco d'Assisi\| Arbitro: \| Polacco (Conegliano) \| |
| Arbitro:                                     | Polacco (Conegliano) |       |        |                                                                     |

| Arbitro: | Rufo (Roma) |

|  |           |             |
|  | Marcatori | 73’ Tassara |

| Arbitro: | Sala (Lecco) |

|             |           |  |
| Lomanno 48’ | Marcatori |  |

| Empoli 27 gennaio 1980 17ª giornata | Empoli         | 0 – 0 | Chieti | Stadio Carlo Castellani\| Arbitro: \| Boschi (Parma) \| |
| Arbitro:                            | Boschi (Parma) |       |        |                                                         |

#### Girone di ritorno
| Arbitro: | Ronchetti (Carpi) |

|              |           |             |
| Amendola 25’ | Marcatori | 11’ Donetti |

| Arbitro: | Altobelli (Roma) |

|             |           |  |
| Cariati 73’ | Marcatori |  |

| Empoli 17 febbraio 1980 20ª giornata | Empoli         | 0 – 0 | Turris | Stadio Carlo Castellani\| Arbitro: \| Sarti (Modena) \| |
| Arbitro:                             | Sarti (Modena) |       |        |                                                         |

| Arbitro: | De Marchi (Novara) |

|                    |           |  |
| Morra 65’ Piga 68’ | Marcatori |  |

| Empoli 2 marzo 1980 22ª giornata | Empoli             | 0 – 0 | Anconitana | Stadio Carlo Castellani\| Arbitro: \| Manfredini (Pavia) \| |
| Arbitro:                         | Manfredini (Pavia) |       |            |                                                             |

| Arbitro: | Pairetto (Torino) |

|             |           |             |
| Manunza 20’ | Marcatori | 82’ Mariani |

| Arbitro: | Da Pozzo (Milano) |

|                              |           |  |
| Meloni 56’, 86’ Amendola 80’ | Marcatori |  |

| Livorno 23 marzo 1980 25ª giornata | Livorno          | 0 – 0 | Empoli | Stadio Comunale\| Arbitro: \| Altobelli (Roma) \| |
| Arbitro:                           | Altobelli (Roma) |       |        |                                                   |

| Arbitro: | Polacco (Conegliano) |

|                       |           |                   |
| Ciulli 39’ Meloni 64’ | Marcatori | 85’ (rig.) Scaini |

| Arbitro: | Baldini (Piacenza) |

|                                    |           |  |
| Landini 33’ Campidonico 47’ (rig.) | Marcatori |  |

| Montevarchi 20 aprile 1980 28ª giornata | Montevarchi       | 0 – 0 | Empoli | Stadio Gastone Brilli Peri\| Arbitro: \| Pirandola (Lecce) \| |
| Arbitro:                                | Pirandola (Lecce) |       |        |                                                               |

| Arbitro: | Manfredini (Pavia) |

|                                       |           |  |
| Meloni 14’ Della Bianchina 47’ (aut.) | Marcatori |  |

| Arbitro: | Lussana (Bergamo) |

|                                     |           |  |
| Grilli 62’ (rig.) Sciannimanico 78’ | Marcatori |  |

| Arbitro: | Ronchetti (Carpi) |

|                                      |           |             |
| Amendola 1’ Biliotti 22’ Panizza 59’ | Marcatori | 51’ Faccini |

| Arezzo 25 maggio 1980 32ª giornata | Arezzo       | 0 – 0 | Empoli | Stadio Comunale\| Arbitro: \| Baldi (Roma) \| |
| Arbitro:                           | Baldi (Roma) |       |        |                                               |

| Empoli 1º giugno 1980 33ª giornata | Empoli              | 0 – 0 | Reggina | Stadio Carlo Castellani\| Arbitro: \| Tuvertini (Bologna) \| |
| Arbitro:                           | Tuvertini (Bologna) |       |         |                                                              |

| Arbitro: | Valente (Monfalcone) |

|                |           |            |
| Tomba 25’, 84’ | Marcatori | 46’ Lucchi |

### Coppa Italia Semiprofessionisti

#### Fase a gironi
| Arbitro: | Ronchetti (Carpi) |

|                    |           |  |
| Lugheri 47’ (aut.) | Marcatori |  |

| Arbitro: | Pampana (Pisa) |

|  |           |                          |
|  | Marcatori | 60’ Zobbio 75’ Novellino |

| Arbitro: | Faccenda (Salerno) |

|  |           |                  |
|  | Marcatori | 21’ (aut.) Taffi |

| Arbitro: | Mele (Bergamo) |

|                                         |           |                                               |
| Zobbio 4’ Giornali 8’ Valeri 90’ (aut.) | Marcatori | 27’ (aut.) Giornali 33’ Vettori 71’ Acquaroli |

#### Sedicesimi di finale
| Arbitro: | Bianciardi (Siena) |

|                                      |           |                   |
| Vitulano 26’ Mucci 34’ Venturini 58’ | Marcatori | 55’, 60’ Amendola |

| Arbitro: | Leni (Perugia) |

|  |           |                     |
|  | Marcatori | 9’ (aut.) Salvadori |

## Statistiche

### Statistiche di squadra
| Competizione                    | Punti | In casa | In casa | In casa | In casa | In casa | In casa | In trasferta | In trasferta | In trasferta | In trasferta | In trasferta | In trasferta | Totale | Totale | Totale | Totale | Totale | Totale | DR |
| Competizione                    | Punti | G       | V       | N       | P       | Gf      | Gs      | G            | V            | N            | P            | Gf           | Gs           | G      | V      | N      | P      | Gf     | Gs     | DR |
| ------------------------------- | ----- | ------- | ------- | ------- | ------- | ------- | ------- | ------------ | ------------ | ------------ | ------------ | ------------ | ------------ | ------ | ------ | ------ | ------ | ------ | ------ | -- |
| Serie C1                        | 33    | 17      | 7       | 8       | 2       | 15      | 6       | 17           | 2            | 7            | 8            | 6            | 16           | 34     | 9      | 15     | 10     | 21     | 22     | -1 |
| Coppa Italia Semiprofessionisti |       | 3       | 1       | 1       | 1       | 4       | 4       | 3            | 2            | 0            | 1            | 5            | 3            | 6      | 3      | 1      | 2      | 9      | 7      | +2 |
| Totale                          |       | 20      | 8       | 9       | 3       | 19      | 10      | 20           | 4            | 7            | 9            | 11           | 19           | 40     | 12     | 16     | 12     | 30     | 29     | +1 |